# Studio Ghibli
Studio Ghibli Inc. (jap. 株式会社スタジオジブリ Kabushiki-gaisha Sutajio Jiburi) – japońskie studio animacyjne założone w czerwcu 1985 roku z siedzibą w dzielnicy Koganei w Tokio przez Hayao Miyazakiego, Isao Takahatę i producenta Toshio Suzukiego po sukcesie pełnometrażowego filmu Nausicaä z Doliny Wiatru, powstałego w 1984. Pierwszym filmem zrealizowanym w ramach studia Ghibli była Laputa – podniebny zamek z 1986 roku.
Nazwa Ghibli nawiązuje do arabskiej nazwy sirocco (قبلي, qiblī), oznaczającego wiatr ze wschodu w kierunku Mekki. Zdaniem twórców ten wiatr miał stanowić metaforę zmian, jakie zajdą za ich sprawą w filmie animowanym.

## Historia
Ghibli zostało założone 15 czerwca 1985 roku przez reżyserów Hayao Miyazakiego i Isao Takahatę oraz producenta Toshio Suzukiego. Przed założeniem studia Miyazaki i Takahata mieli już spore doświadczenie w reżyserii anime. Suzuki pracował natomiast jako redaktor prowadzący magazynu „Animage”, miał decydujący wpływ na stworzenie przez Miyazakiego mangi Nausicaä z Doliny Wiatru. W 1984 roku reżyser stworzył jej adaptację pod tym samym tytułem, która przyniosła mu sławę. Jednak kolejnych jego produkcji zewnętrzni producenci nie chcieli finansować, w związku z czym nastąpiło założenie studia.
Głównym autorem dzieł studia Ghibli był Hayao Miyazaki, który po uznanej za arcydzieło Nausice stworzył Laputę – podniebny zamek (1986). Zapoczątkowała ona serię moralitetów Miyazakiego o odwołaniach religijnych i mitologicznych. Sławę twórca japoński zyskał za sprawą dokonującego wiwisekcji ludzkich postaw Mojego sąsiada Totoro (1988). Obserwację problemów dojrzewania prezentowała jego Podniebna poczta Kiki (1989), a w Szkarłatnym pilocie Miyazaki naśladował osiągnięcia postmodernizmu filmowego. Najgłośniejsze jego filmy: ukazująca katastrofę cywilizacji Księżniczka Mononoke (1997), hołd dla tradycji japońskiej Spirited Away: W krainie bogów (2003), czy analiza zagubienia tożsamości przez dojrzałą kobietę Ruchomy zamek Hauru (2004), cechowały się wyjątkowym nagromadzeniem emocji. Jedno z najnowszych dzieł autorskich Miyazakiego pod nazwą Ponyo opowiadało o zetknięciu się „normalności” z „innością”.
Drugim ważnym reżyserem Ghibli był Isao Takahata, który zadebiutował głośnym animowanym dramatem wojennym Grobowiec świetlików (1988), rewizją sensu poczucia dumy u Japończyków skutkującego wojną ze Stanami Zjednoczonymi i tragicznymi konsekwencjami dla jednostek. Powrót do marzeń jest z kolei sentymentalnym obrazem czasów dzieciństwa, przywiązującym uwagę do ładu panującego w przyrodzie. Kolejny film Takahaty pod nazwą Szopy w natarciu (1994) opowiada o konsekwencjach gwałtownej modernizacji Japonii, stanowi przykład dzieła postmodernistycznego z odwołaniami do jej kultury wizualnej. Z kolei Rodzinka Yamadów (1999) dokonała przekształcenia rozrywkowej mangi w dzieło refleksyjne.
Głównym producentem studia jest Toshio Suzuki. Począwszy od Szeptu serca z 1995, Suzuki produkuje większość ich filmów, będąc jednym z najbardziej zaufanych współpracowników Miyazakiego.
Do innych reżyserów tworzących dla studia należą mniej znani twórcy, tacy jak: Tomomi Mochizuki (Szum morza, 1993), Yoshifumi Kondō (Szept serca, 1995), Hiroyuki Morita (Narzeczona dla kota, 2002) oraz Gorō Miyazaki (Opowieści z Ziemiomorza, 2006).
Pierwszym filmem produkcji niejapońskiej był Czerwony żółw (2016) w reżyserii Michaëla Dudok de Wita.

## Filmografia[21]
| #  | Film                           | Data wydania      | Reżyser              |
| -- | ------------------------------ | ----------------- | -------------------- |
| 1  | Nausicaä z Doliny Wiatru*      | 11 marca 1984     | Hayao Miyazaki       |
| 2  | Laputa – podniebny zamek       | 2 sierpnia 1986   | Hayao Miyazaki       |
| 3  | Grobowiec świetlików           | 16 kwietnia 1988  | Isao Takahata        |
| 4  | Mój sąsiad Totoro              | 16 kwietnia 1988  | Hayao Miyazaki       |
| 5  | Podniebna poczta Kiki          | 29 lipca 1989     | Hayao Miyazaki       |
| 6  | Powrót do marzeń               | 20 lipca 1991     | Isao Takahata        |
| 7  | Szkarłatny pilot               | 18 lipca 1992     | Hayao Miyazaki       |
| 8  | Szum morza                     | 3 maja 1993       | Tomomi Mochizuki     |
| 9  | Szopy w natarciu               | 16 lipca 1994     | Isao Takahata        |
| 10 | Szept serca                    | 15 lipca 1995     | Yoshifumi Kondō      |
| 11 | Księżniczka Mononoke           | 12 lipca 1997     | Hayao Miyazaki       |
| 12 | Rodzinka Yamadów               | 17 lipca 1999     | Isao Takahata        |
| 13 | Spirited Away: W krainie bogów | 27 lipca 2001     | Hayao Miyazaki       |
| 14 | Narzeczona dla kota            | 19 lipca 2002     | Hiroyuki Morita      |
| 15 | Ruchomy zamek Hauru            | 20 listopada 2004 | Hayao Miyazaki       |
| 16 | Opowieści z Ziemiomorza        | 29 lipca 2006     | Gorō Miyazaki        |
| 17 | Ponyo                          | 19 lipca 2008     | Hayao Miyazaki       |
| 18 | Tajemniczy świat Arrietty      | 17 lipca 2010     | Hiromasa Yonebayashi |
| 19 | Makowe wzgórze                 | 16 lipca 2011     | Gorō Miyazaki        |
| 20 | Zrywa się wiatr                | 20 lipca 2013     | Hayao Miyazaki       |
| 21 | Księżniczka Kaguya             | 23 listopada 2013 | Isao Takahata        |
| 22 | Marnie. Przyjaciółka ze snów   | 19 lipca 2014     | Hiromasa Yonebayashi |
| 23 | Czerwony żółw                  | 18 maja 2016      | Michaël Dudok de Wit |
| 24 | Skorek i czarownica            | 30 grudnia 2020   | Gorō Miyazaki        |
| 25 | Chłopiec i czapla              | 14 lipca 2023     | Hayao Miyazaki       |

* Nausicaä wymieniana jest jako film Ghibli, chociaż w rzeczywistości powstała i weszła do dystrybucji w roku 1984, a Ghibli zostało formalnie założone w czerwcu 1985.